# Rush (Irland)
Rush (irisch An Ros) ist ein Seebadeort im County Fingal nordöstlich von Dublin. Man erreicht ihn mit der Bahn in rund 30 Minuten. Auch mit dem Bus und dem Auto ist der Ort von Dublin aus schnell zu erreichen. Die Entfernung beträgt über Swords und Lusk 25 Kilometer. Rush liegt am Meer und besitzt einen Hafen. Der Ort hat 10.875 Einwohner (2022). Der gezeitenabhängige Hafen von Rush trennt den North Beach vom South Beach. Vorgelagert ist die im Privatbesitz befindliche Insel Lambay Island.

## Toponym
Nachweisbar ist, dass „Rush“ ursprünglich An Ros (Holz bzw. Wald auf einer Erhebung) hieß. Die Verbindung zu Ros Eó, die auf eine Bewaldung mit Eiben hindeutet, ist heute kaum noch nachvollziehbar. Eiben finden sich in der Umgebung keine. Die Assoziation mit einer Fundstelle im Martyrology of Gorman wird heute auf einen Fehler des Kopisten gedeutet.

## Geschichte
Nahe des Ortes bei Drumanagh befindet sich ein sog. Promontory Fort, das auf eine jungstein- bzw. bronzezeitliche Besiedlung hindeutet.
Das im späten 17. Jahrhundert bzw. im beginnenden 18. Jahrhundert errichtete georgianische Kenure House, war die Residenz von James Butler, 2. Duke of Ormonde, die 1714 von der Echlin Familie gekauft wurde. In den 1960er Jahren war das Gebäude als Filmkulisse verwendet worden. 1978 wurde das Schloss abgebrochen.
Im 18. und 19. Jahrhundert lebte die Siedlung vom Schmuggel. Bekanntheit erlangte der in Rush lebende Jack Connor, dem ein ähnliches Image wie Robin Hood zukam, der 1772 starb. Der Pirat Luke Ryan wurde 1789 inhaftiert und starb wenige Monate später im Gefängnis.
Im 20. Jahrhundert galt Rush als der Gemüsegarten Dublins, von wo aus die Märkte in Dublin beschickt wurden. Heute ist die Siedlung zu einer Pendlerstadt angewachsen.

## Sehenswürdigkeiten
Zwei Martello-Türme befinden sich in bzw. bei Rush.
Die Ruine der Mauritiuskapelle befindet sich noch heute auf dem Friedhof etwa anderthalb Kilometer westlich des Ortszentrums. Die Kapelle geht auf die Kreuzfahrerzeit zurück. Die heutige Mauritiuskirche liegt im Ortszentrum.
Nahe dem Sportgelände an der R128 nach Skerries befinden sich die Reste eines Tower Houses (Rush Demesne Castle).

## Partnergemeinden
Mit der italienischen Gemeinde San Mauro Castelverde auf Sizilien (Palermo) und der französischen Gemeinde Gourin in der Bretagne (Département Morbihan) bestehen Partnerschaften.

## Verkehr
Der Bahnhof Lusk/Rush wird von Pendlerzügen nach Dublin bedient. Die Bahn soll bis 2040 weiter ausgebaut werden.

## Bildergalerie

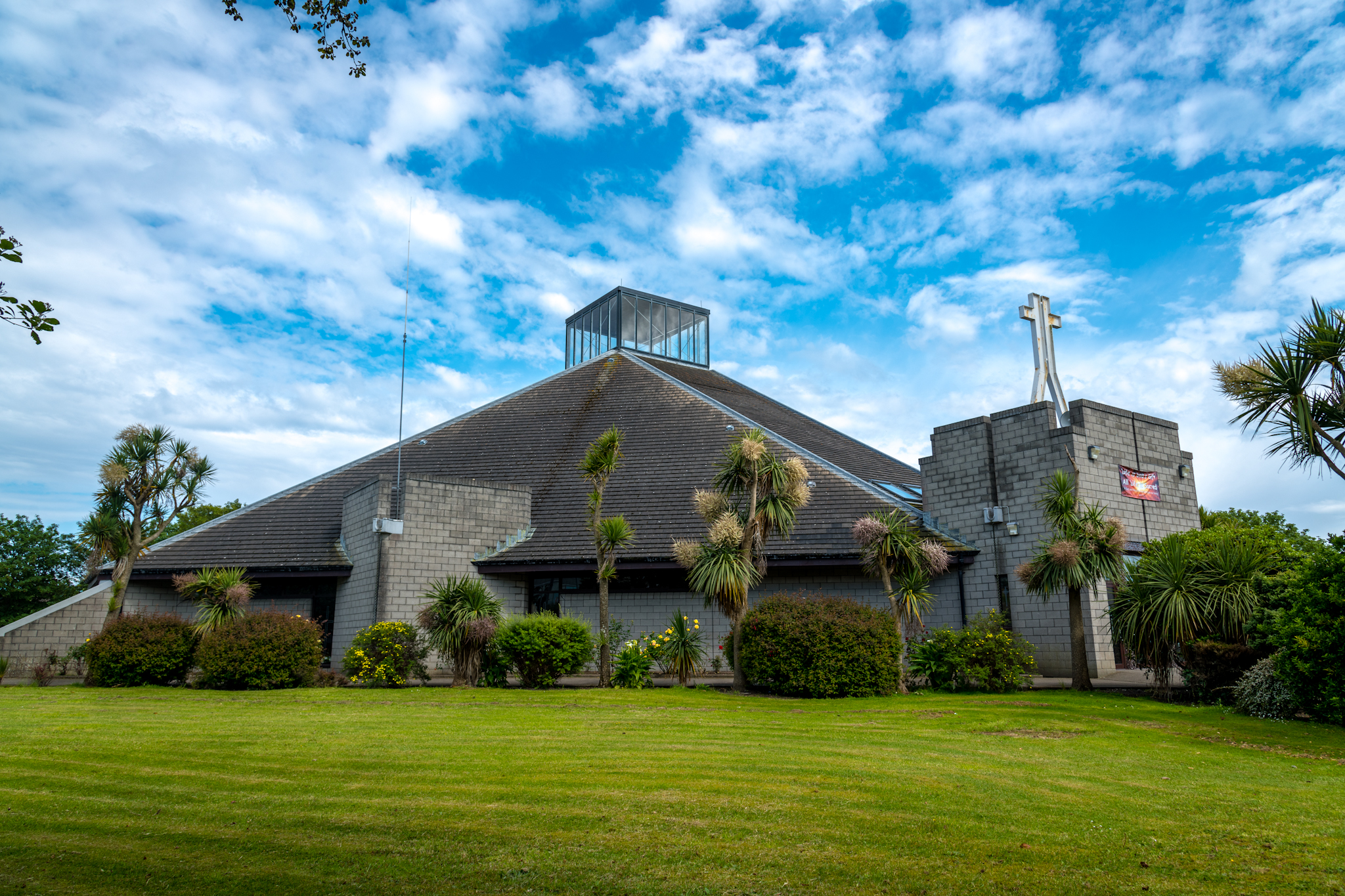
Mauritiuskirche
- Martello-Turm
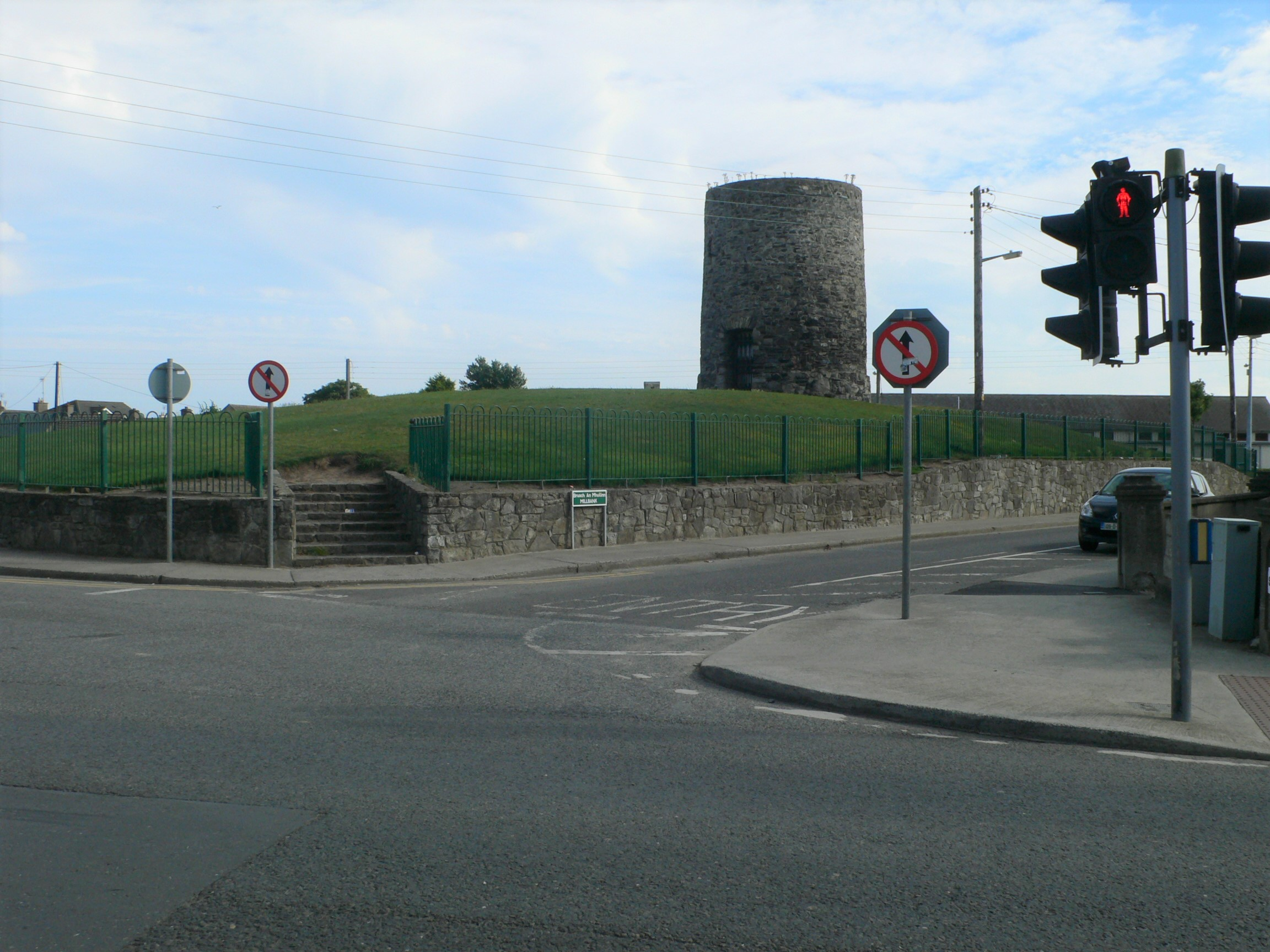
Reste der alten Windmühle

## Persönlichkeiten
- Isibeal Atkinson (* 2001), Fußballerin
- Joseph Christopher Clarke (1882–1976), Politiker (Sinn Féin)
- Sonny Cullen (1934–1999), Radrennfahrer
- Marie Kean (1918–1993), Schauspielerin
- Cornelius Joseph Martin (1923–2013), Fußballspieler
- Eoin Morgan (* 1986), Cricketspieler, hier aufgewachsen
- Patrick Russell (1629–1692), Erzbischof von Dublin (1683–1692)